# Weg der Demokratie

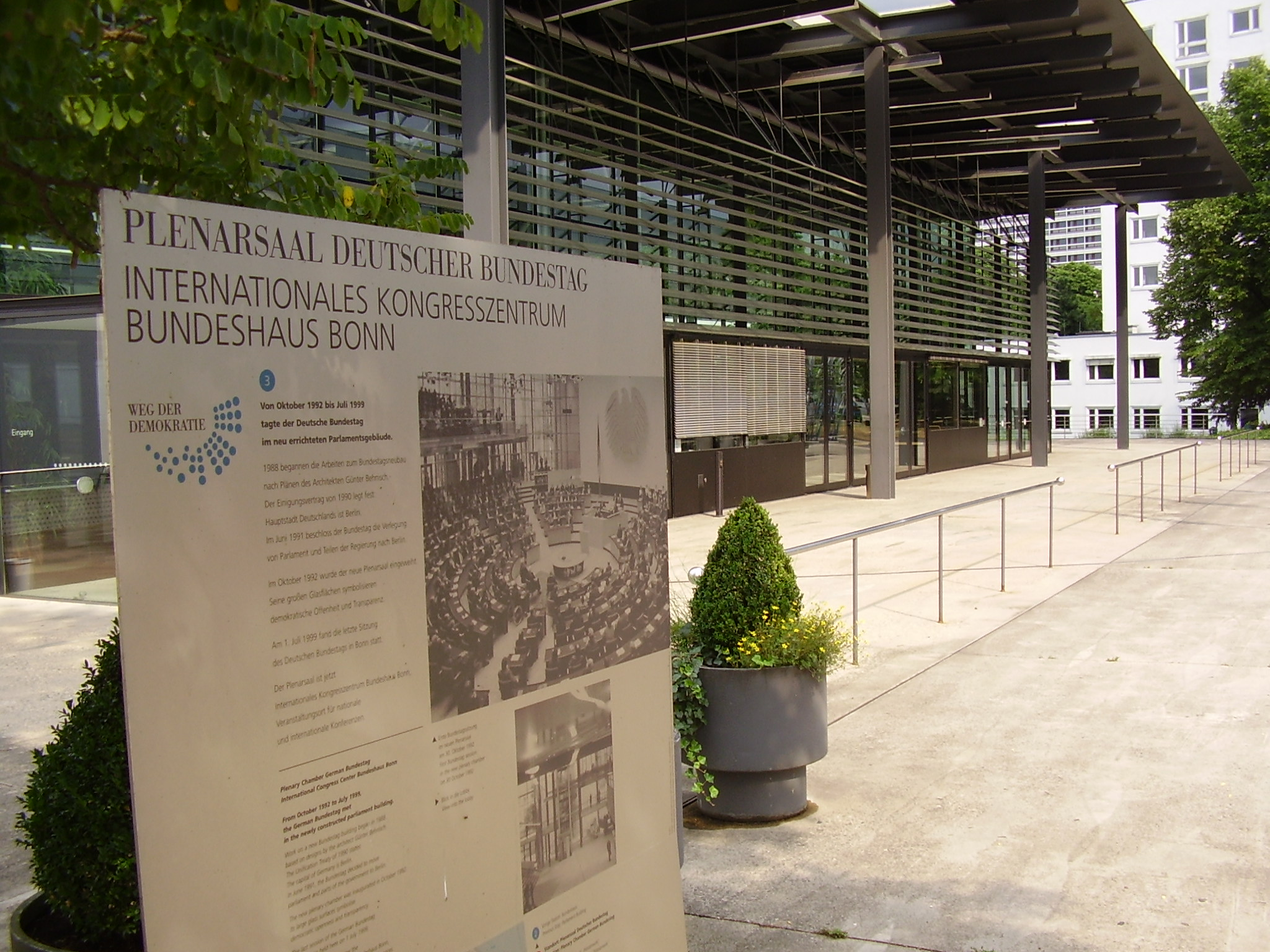
Infotafel des „Wegs der Demokratie“ am Plenarsaal

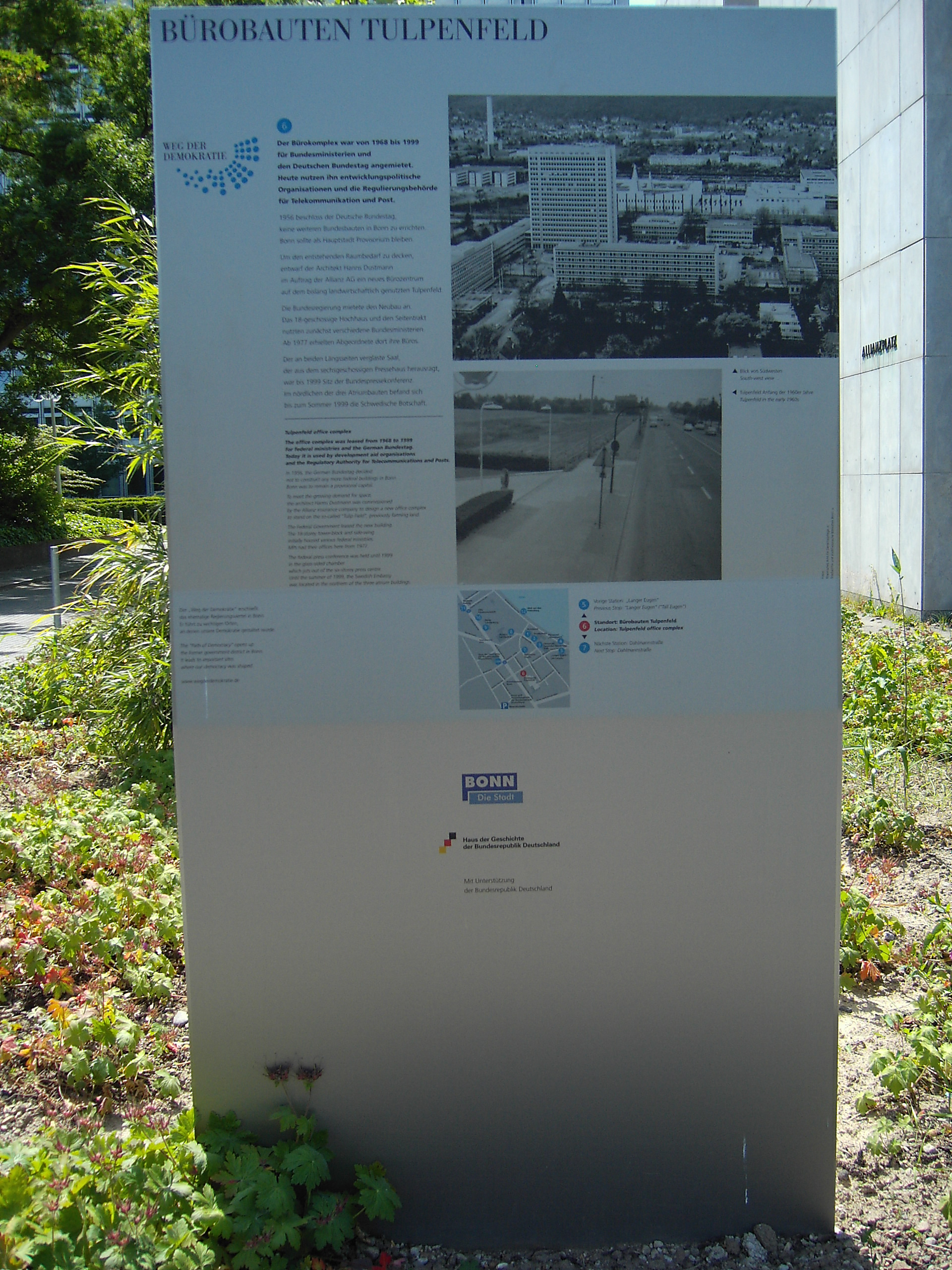
Tafel am Tulpenfeld

Der Weg der Demokratie ist ein Rundweg in Bonn, der an mehreren historischen Gebäuden des ehemaligen Regierungsviertels vorbei durch das heutige Bundesviertel, insbesondere den Ortsteil Gronau, führt. Der Pfad wurde am 21. Mai 2004 eröffnet und ist ein Projekt des Hauses der Geschichte der Bundesrepublik Deutschland und der Bundesstadt Bonn. Das Konzept wurde unter Leitung von Dietmar Preißler, dem Sammlungsdirektor der Stiftung Haus der Geschichte, entwickelt.

## Stationen
Der Weg der Demokratie verläuft an 18 Stationen entlang, die mit großen Informationstafeln ausgeschildert sind. Diese informieren über wichtige Orte, an denen das politische Geschehen im ehemaligen Regierungsviertel stattfand. Neben den großen Tafeln vermitteln auch kleine Textschilder innerhalb und außerhalb des Bundesviertels Wissenswertes mit historisch-politischer Bedeutung zu diversen Gebäuden, die mit der Anwesenheit des Bundes in Bonn in Verbindung stehen. Der „Rundgang“, zu dem auch Führungen angeboten werden, beginnt am Haus der Geschichte und führt in circa 90 bis 120 Minuten an zwölf der 18 Stationen vorbei. Diese sind:
- Bundesrat
- Bundeshaus
- Plenarsaal des Deutschen Bundestages (heute: World Conference Center Bonn (WCCB))
- Plenarsaal „Wasserwerk“
- Langer Eugen / UN-Campus
- Bürobauten „Tulpenfeld“ mit Bundespressekonferenz
- Dahlmannstraße
- Bundeskanzleramt mit Kanzlerbungalow
- Palais Schaumburg
- Villa Hammerschmidt
- Museum Koenig
- Gästehaus Petersberg (zwei Tafeln, vor Ort und mit Blick auf den Petersberg am Rheinufer)
- Auswärtiges Amt
- Bundesministerium für Post- und Fernmeldewesen/Bundesrechnungshof
- Hofgarten
- Erich-Ollenhauer-Haus
- Konrad-Adenauer-Haus (im Dezember 2003 abgerissen)
- Bundesministerium für Wirtschaft

## Orte der Demokratie

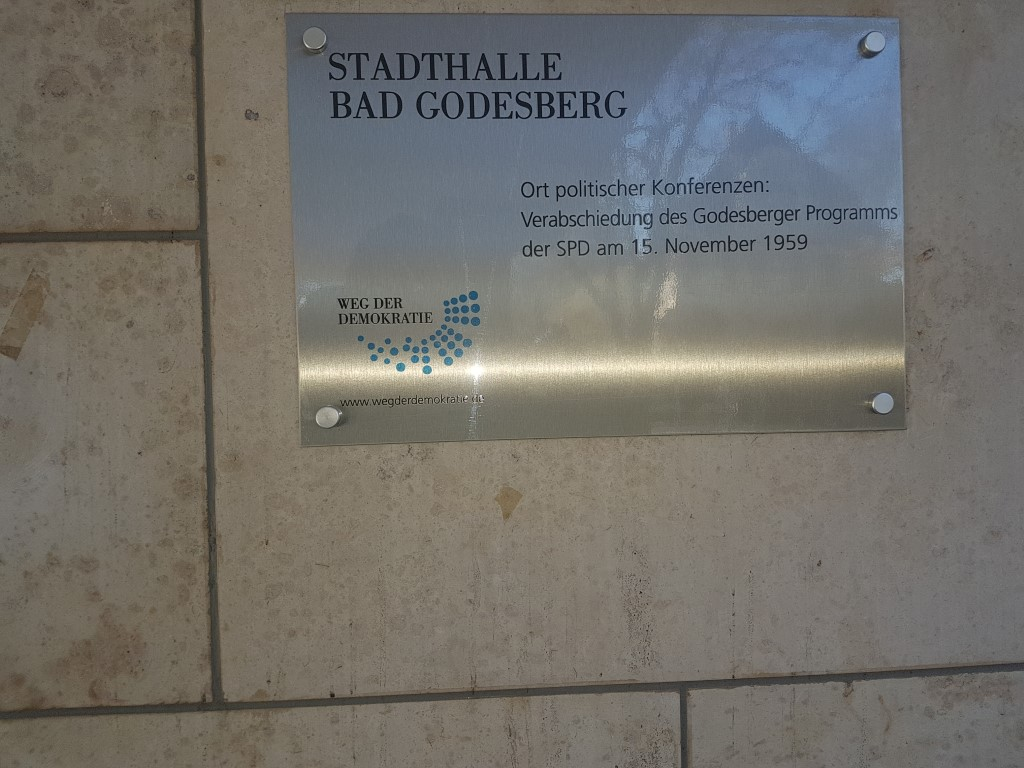
Hinweistafel an der Stadthalle Bad Godesberg auf die Verabschiedung des Godesberger Programms der SPD 1959

Zusätzlich zu diesen 18 Standorten sind 40 weitere Orte mit historisch-politischer Bedeutung innerhalb und außerhalb des Bonner Regierungsviertels durch kleinere Texttafeln als „Historische Orte“ gekennzeichnet. Dazu zählen inner- und außerhalb des Bundesviertels ehemalige Landesvertretungen und Botschaftsgebäude und Orte wie die Reutersiedlung, die Beethovenhalle, die Viktorshöhe und die Stadthalle Bad Godesberg.

## Online-Angebot
Der Weg der Demokratie besteht zudem aus einem Online-Angebot. Über die Website können Informationen zu den einzelnen historischen Orten mit historischen Aufnahmen und Hörbeiträgen von Ereignissen der bundesdeutschen Geschichte abgerufen werden. Die Seite kann auch vor Ort in Bonn genutzt werden, um sich zu den einzelnen Orten navigieren zu lassen. Es können verschiedene Routenvorschläge oder thematische Schwerpunkte ausgewählt werden, außerdem lassen sich Lieblingsorte markieren.